# Consorcio Regional de Transportes de Madrid
Consorcio Regional de Transportes de Madrid, meglio noto attraverso l'acronimo CRTM, è un'azienda pubblica spagnola controllata dalla Comunità di Madrid che coordina l'intero sistema di trasporto pubblico nella capitale spagnola e nel suo hinterland fatta eccezione per le ferrovie statali.

Zone tariffarie del CRTM

L'azienda opera coordinando le aziende pubbliche, soprattutto Empresa Municipal de Transportes de Madrid (EMT) e Metro de Madrid, e le varie aziende private concessionarie di alcuni servizi di trasporto pubblico come la rete tranviaria di Madrid, la tranvia di Parla ed alcune autolinee urbane e interurbane con l'obiettivo di integrare ed armonizzare il sistema tariffario.